# Joel Henry Hildebrand
Joel Henry Hildebrand (Camden, Nova Jérsei, 16 de novembro de 1881 — Kensington, Califórnia, 30 de abril de 1983) foi um educador estadunidense e um químico pioneiro. Ele foi uma figura importante na pesquisa físico-química, especializado em soluções líquidas e não eletrolíticas.

## Educação e professor
Ele nasceu em Camden, New Jersey, em 16 de novembro de 1881.
Hildebrand se formou na Universidade da Pensilvânia em 1903. Ele serviu brevemente no corpo docente antes de ir para a Universidade da Califórnia, Berkeley, como instrutor de química em 1913. Em cinco anos, ele se tornou professor assistente. Em 1918 ele foi elevado a professor associado antes de finalmente receber o cargo de professor titular um ano depois, em 1919. Ele serviu como reitor da Faculdade de Química de 1949 a 1951. Ele se aposentou do ensino de tempo integral em 1952, mas continuou professor emérito em Berkeley até sua morte. Hildebrand Hall, no campus de Berkeley, leva o nome dele.

## Realizações, descobertas, honras
Sua monografia de 1924 sobre a solubilidade de não eletrólitos, Solubilidade, foi a referência clássica por quase meio século. Em 1927, Hildebrand cunhou o termo "solução regular" (para ser contrastado com "solução ideal") e discutiu seus aspectos termodinâmicos em 1929. Uma solução regular é aquela que não envolve mudança de entropia quando uma pequena quantidade de um de seus componentes é transferida para de uma solução ideal com a mesma composição, o volume total permanecendo inalterado. Os muitos artigos científicos e textos de química de Hildebrand incluem An Introduction to Molecular Kinetic Theory (1963) e Viscosity and Diffusivity (1977). Ele recebeu a Medalha de Serviço Distinto em 1918 e a Medalha do Rei (britânica) em 1948.
Hildebrand serviu no conselho da National Academy of Sciences e também foi membro do Citizens Advisory Committee on Education to the California Legislature. Hildebrand fez várias descobertas, das quais a mais notável foi a introdução, em meados da década de 1920, de misturas respiratórias de hélio e oxigênio para substituir o ar pelos mergulhadores para aliviar a condição conhecida como curvas . Ele percebeu que o problema era causado pelo gás nitrogênio dissolvido no sangue sob alta pressão, que foi expulso muito rapidamente ao retornar à superfície. O hélio não causa o mesmo problema devido à sua solubilidade muito menor em soluções aquosas como o sangue. Esta descoberta foi usada mais tarde para salvar a vida de 33 membros do submarino USS Squalus, que afundou em 1939.
Hildebrand ganhou virtualmente todos os grandes prêmios no campo da química, exceto o Prêmio Nobel. A American Chemical Society criou o Prêmio Joel Henry Hildebrand em sua homenagem por trabalhos pertencentes ao campo da química teórica e experimental de líquidos. O primeiro prêmio foi entregue ao próprio Hildebrand em 1981 como parte das comemorações de seu 100º aniversário. O prêmio é atualmente patrocinado pela Exxon Mobil. Ele foi identificado por Kantha em 2001, como um dos 35 cientistas centenários que pertenciam a um aglomerado incomum recém-formado no século XX.
Hildebrand costumava dizer que apreciava muito seu papel como professor. Em uma entrevista realizada pouco antes de seu 100º aniversário, ele observou: "O bom ensino é principalmente uma arte, e não pode ser definido ou padronizado ... Bons professores nascem e são feitos; nenhuma parte do processo pode ser omitida".  Ele permaneceu comprometido em trabalhar com alunos de graduação mesmo aos 100 anos. Ele ia ao seu escritório no campus quase todos os dias de aula, até que o declínio da saúde tornou isso impossível.

## Contribuições científicas
Seu estudo da solubilidade de não eletrólitos levou à formação do "parâmetro de solubilidade de Hildebrand"
{\displaystyle \delta ={\sqrt {(\Delta H_{v}-RT)/V_{m}}}.}
A ideia geral é que um potencial soluto será solúvel em um solvente com um valor comparável para {\displaystyle \delta }.
Este trabalho foi então usado na formação do "parâmetro de solubilidade de Hansen" mais abrangente, que considera não apenas as interações de dispersão entre solvente e soluto (como o parâmetro de que Hildebrand faz), mas também para ligações de hidrogênio e interações polares - levantando assim a restrição de aplicação apenas a espécies não polares. Hansen mostra grande respeito por Hildebrand e seu trabalho e de fato reconhece que seu trabalho do parâmetro de solubilidade de Hansen não teria sido possível sem a grande contribuição que Hildebrand deu a este campo.
Hildebrand também foi franco sobre a maneira pela qual pequenas espécies não polares existem na água. A dissolução de espécies como o metano na água é acompanhada por uma entalpia negativa e uma entropia negativa. Um modelo comum para esse comportamento é o modelo do tipo iceberg ou clatrato, no qual uma rede ou gaiola de água ligada por hidrogênio se desenvolve em torno da molécula de metano. Isso explica a queda na entalpia, uma vez que as ligações de hidrogênio aumentam em comparação com a água pura, e a queda na entropia, uma vez que um volume excluído do solvente passou a existir junto com uma rede ordenada de moléculas de água.
Com George Scatchard, Hildebrand desenvolveu uma equação para o excesso de volumes molares nas misturas.

## Hildebrand é ferido em tiro no campus
Em 4 de agosto de 1919, Hildebrand foi baleado e ferido por Roger Sprague, um assistente de química que estava desanimado por não ter sido recomendado para avanços posteriores.